# Theodor Panofka
 (mai 2016).
Si vous disposez d'ouvrages ou d'articles de référence ou si vous connaissez des sites web de qualité traitant du thème abordé ici, merci de compléter l'article en donnant les références utiles à sa vérifiabilité et en les liant à la section « Notes et références ».
Theodor Sigismund Panofka (25 février 1800 à Breslau – 20 juin 1858 à Berlin) est l'un des premiers érudits à faire une étude systémique de la poterie de la Grèce antique et l'un des fondateurs de l'institution destinée à devenir l'Institut archéologique allemand (Deutsches Archäologisches Institut).

## Biographie
Panofka étudia la philologie classique à l'université de Berlin à partir de 1819. En 1823 il fit le voyage de Rome et un an plus tard - avec le peintre Otto Magnus von Stackelberg (1787-1837), l'écrivain sur l'art et collectionneur August Kestner (de) et l'historien de l'art classique Eduard Gerhard – il fonda les « Hyperboréens » (Hyperboreisch-römische Gesellschaft), un groupe de chercheurs du Nord de l'Europe qui étudiaient à Rome les ruines classiques. À Rome, son intelligence attira l'attention du duc de Blacas (1770-1839), ambassadeur de France dans les États pontificaux et collectionneur d'antiquités ; il lui accorda son appui et Panofka l'accompagna à Paris en 1828 quand le duc y retourna. Un an plus tard les « Hyperboréens » se métamorphosèrent en Instituto di Corrispondenza Archaeologica, et Panofka fut nommé secrétaire de la nouvelle organisation pour ses membres parisiens.
C'est en juin 1829, dans le cabinet du collectionneur Durand, à Paris, que Panofka rencontra pour la première fois le baron Jean de Witte. Ensemble, ils partageront la responsabilité de la publication à Paris des Annales et des Monuments inédits.
Panofka se rendit en Italie du Sud, où il fit un grand travail dans la collection d'antiquités du Museo nazionale à Naples, en particulier en cataloguant les vases du musée. (Dans le même temps, Gerhard dressait un catalogue de la sculpture classique.) Quand par la suite il revint à Paris, Panofka publia ces recherches sur la poterie grecque sous le titre Recherches sur les véritables noms des vases grecs.
En 1836, cependant, il alla travailler au Musée royal de Berlin, où sa connaissance des vases classiques finit par le faire nommer administrateur de la collection des vases. Malgré une surdité croissante et le fait que le salaire qu'il recevait pour le musée lui suffisait de moins en moins pour vivre, il réussit à publier Terracotten des königlichen Museums zu Berlin (Les Terres cuites du musée royal à Berlin) en 1842 et en 1849 une étude philologique sur le personnage de l'Africain dans le culte de Delphes. Ce dernier ouvrage venait trop tôt, à une époque où personne ne s'était encore rendu compte des relations de Delphes avec l'Égypte. Il était devenu professeur d'archéologie à l'université de Berlin en 1844, et en 1856, deux ans avant sa mort, il devint conservateur de la collection de vases du Musée royal (Vasensammlung). Il mourut à Berlin à 58 ans.

## Postes
- 1826–1834 : conseiller personnel en matière d'art du duc de Blacas (pendant qu'il était à Paris) et secrétaire étranger de la section française de l'Institut archéologique de Rome (pendant qu'il était à Naples)
- 1836 : assistant au musée royal à Berlin
- 1844 : professeur d'archéologie à l'université de Berlin
- 1856 : conservateur de la collection de vases du musée royal (Vasensammlung) à Berlin

## Réception
Les chercheurs qui lui ont succédé ont montré que Panofka était trop subjectif dans ses jugements sur les vases et qu'il a commis de nombreuses erreurs. Cette critique ne doit pas faire oublier que l'appui qu'il a donné aux sociétés savantes, en particulier à l'Instituto di Corrispondenza Archaeologica à Rome lorsque ce dernier était encore à ses débuts, a joué en 1871 un rôle capital dans la création de l'actuel Institut archéologique allemand (Deutsches archäologisches Institut), qui demeure jusqu'à maintenant comme l'organisme savant chargé de la recherche classique en Allemagne.